# DB奇拉拉
DB奇拉拉（日语： DB.KIRARA */?）為日本職棒横滨DeNA海湾之星的吉祥物。主題為倉鼠。

## 特徵
- 年齡不詳，橫濱市出生，性別為女性，沒有背號。魅力在於大絲帶。她性格開朗，精力充沛。
- 愛好是收集閃閃發光的東西。最喜歡的東西是閃光和爆米花。
- 2013年開始作為支持橫濱隊的同伴，「對在地面與舞台上閃閃發光的diana（橫濱啦啦隊）有憧憬，透過努力跳舞實現自己的夢想。」儘管奇拉拉將這樣的想法告訴DB星人，但對方似乎不在意。